# Столкновение над Анкарой
Столкновение над Анкарой — авиационная катастрофа, произошедшая в пятницу 1 февраля 1963 года в Анкаре (Турция). Пассажирский самолёт Vickers 754D Viscount ливанской авиакомпании Middle East Airlines, завершая рейс из Кипра, заходил на посадку, когда столкнулся в воздухе с турецким военным Douglas C-47A-80-DL, после чего оба самолёта рухнули прямо на расположенный под ними город. Всего в этой катастрофе погибли 104 человека, в том числе 87 — на земле.

## Самолёты

### Vickers Viscount
Vickers Viscount модель 754D с заводским номером 244 был выпущен в 1957 году и изначально имел бортовой номер G-APCE, так как был заказан британской авиакомпанией British Overseas Airways Corporation (BOAC). Сам самолёт изначально планировали впоследствии передать одной из дочерних авиакомпаний BOAC — ливанской Middle East Airlines (MEA), но в апреле 1957 года было решено направить в другую — Cyprus Airways, где должен был обслуживать маршрут Лондон — Кипр. Финальная сборка лайнера началась только 11 июня, а в сентябре он наконец был изготовлен и покрашен в ливрею авиакомпании Cyprus, при этом ему также присвоили имя «Buffavento». Но к тому времени полёты из Кипра в Лондон уже выполняла авиакомпания British European Airways, поэтому для Cyprus Airways он фактически оказался не нужен. Тогда 31 октября 1957 года самолёт перерегистрировали, присвоив ему новый бортовой номер OD-ADE, а 24 ноября он наконец совершил свой первый полёт. 12 декабря борт OD-ADE поступил к первоначальному заказчику — MEA. На момент происшествия его общая наработка составляла 13 187 часов и 5515 циклов «взлёт—посадка».
Его экипаж состоял из двух пилотов и одной стюардессы:
- Командир воздушного судна — 29 лет, квалификацию командира самолётов Viscount получил в августе 1962 года и имел общий налёт на данном типе 2925 часов;
- Второй пилот — 38 лет, квалификацию второго пилота самолётов Viscount получил в июне 1960 года и имел общий налёт на данном типе 4200 часов.

В тот день борт OD-ADE выполнял регулярный рейс ME-265 по маршруту Бейрут — Никосия — Анкара. Первый этап прошёл без отклонений, после чего с 11 пассажирами и 3 членами экипажа рейс 265 вылетел из Никосии (Кипр) в Анкару (Турция).

### Douglas C-47
Douglas C-47A-80-DL Skytrain с регистрационным номером CBK-28 (заводской — 19668), по имеющимся данным, был выпущен в 1944 году и имел общий налёт 2340 часов 40 минут.
Его экипаж состоял из двух лётчиков, инструктора и стажёра, и бортрадиста:
- Лётчик-инструктор — 33 года, в должности лётчика с мая 1955 года и имел общий налёт на самолётах типа C-47 1452 часа;
- Лётчик-стажёр — 22 года, в должности лётчика с июля 1962 года и имел общий налёт на самолётах типа C-47 36 часов. в том числе 9 часов 15 минут по приборам.

В тот день борт CBK-28 выполнял учебный полёт, в ходе которого отрабатывались полёты по приборам, и в 13:22 вылетел с военного аэродрома Этимесгут. Стажёр при этом сидел в левом кресле и в синих очках, а стекло перед ним было закрыто оранжевой шторкой. Наблюдающий инструктор находился в правом кресле.

## Катастрофа
Учебный полёт военного C-47 проходил к юго-востоку от радиомаяка Гёльбаши и продлился полтора часа, после чего лётчики направились обратно к Этимесгуту, следуя при этом по правилам визуальных полётов. По данным метеонаблюдений, на 15:00 в небе над Анкарой находилась переменная облачность с нижней границей 3000 футов (910 м), видимость 10—20 миль.
В это время к городу уже приближался рейс 265, а в 15:04 его экипаж связался с диспетчером подхода аэропорта Эсенбога и доложил о снижении с эшелона 185 до 105 (с 18 500 футов (5600 м) до 10 500 футов (3200 м)) и расчётном достижении круга аэропорта в 15:07. Диспетчер потребовал доложить о прохождении радиомаяка Гёльбаши, что вскоре и было выполнено, когда самолёт прошёл радиомаяк на эшелоне 125 (12 500 футов (3800 м))) и продолжает сохранять высоту до радиомаяка Анкары, которого намерен достичь к 15:07. В 15:05 экипаж получил разрешение снижаться до 6500 футов (2000 м) и следовать к маяку подхода, посадка будет выполняться на полосу 03, давление аэродрома 1015,5 мБ, а также указание доложить, когда будет проходить эшелон 105. После этого с самолёта доложили о начале снижения с эшелона 125 до 65 и что доложат о прохождении маяка Анкара и эшелона 105.
В 15:07 с рейса 265 доложили о прохождении эшелона 100, и что рассчитывают достичь зоны круга через минуту, а также что снижение, возможно, будет выполняться по схеме ожидания. В 15:09 было доложено о прохождении всенаправленного радиомаяка Анкара на 8000 футов (2400 м) и продолжении снижения. Больше экипаж пассажирского самолёта на связь не выходил, а когда в 15:13 диспетчер несколько раз пытался вызвать его, то ответа уже не было.
В 15:12—15:14 в ясную погоду «Дуглас» и «Виккерс» столкнулись на высоте 7000 футов (2100 м), а затем упали на расположенные внизу жилые районы. Погибли все 14 человек на борту пассажирского самолёта и все 3 на борту военного. Но ещё больше потерь было на земле, где погибли 87 человек и ещё полсотни получили ранения. Таким образом, всего погибли 104 человека, что на то время делало данную авиакатастрофу по масштабам крупнейшей в стране (на настоящее время занимает второе место, после катастрофы в Ыспарте 1976 года)..
По данным метеостанции аэропорта Эсенбога, на 15:20 на небе находились отдельные облака с нижней границей 8000 футов (2400 м) и 11 000 футов (3400 м), ветер 240° 10 узлов, видимость 20 миль (32 км). Экипажи двух других военных C-47 не докладывали об облаках на городом, но экипаж американского C-130 рассказал, что в 15:22 столкнулся с переменной облачностью с нижней границей 5000 футов (1500 м), а видимость не превышала 50 миль (80 км).

## Расследование
Из-за сильного пожара на земле самолёты оказались уничтожены, а потому определение их обломков значительно осложнялось. Но тем не менее удалось определить, что «Виккерс» был в посадочной конфигурации с выпущенными шасси и закрылками на 32°, а удар о военный самолёт произошёл передней частью фюзеляжа внизу справа в передней части. Среди обломков пассажирского самолёта отсутствовал воздушный винт № 3 (правый внутренний), но его обломки обнаружили в хвостовом оперении военного самолёта, которое, кстати, отделилось от фюзеляжа, то есть было отрублено. Экспертиза также подтвердила, что посторонняя краска, обнаруженная на «Дугласе», относилась к «Виккерсу».
Анализ следов краски позволил определить, что столкновение самолётов произошло под углом около 40°, при этом пассажирский самолёт следовал в посадочной конфигурации, а военный — в полётной. Курс и скорость борта OD-ADE в момент столкновения была оценена как 283° 136 узлов, военного — 243° 120 узлов. Была определена примерная траектория полёта рейса 265 и из ней выходило, что самолёт не должен был следовать с данным курсом. Высота столкновения была оценена в 7000 футов (2100 м).
В итоге следователи составили следующую схему столкновения. Пассажирский самолёт, следуя с курсом 283°, ударил военный, который в это время с курсом 243° направлялся к аэродрому Этимесгут. Под углом 40° «Виккерс» нижней правой частью носа и правой плоскостью крыла ударил «Дуглас» в левый борт по задней части у входной двери. Затем третий воздушный винт пассажирского самолёта ударил по горизонтальному хвостовому оперению военного и отрубил его, при этом сам разрушился. В свою очередь левый горизонтальный стабилизатор турецкого самолёта врезался в правый борт ливанского в районе пассажирского салона и прорубил его, при этом некоторые пассажиры выпали наружу. Разрушившись на несколько частей, обе машины рухнули на дома.

## Причина
- Оба самолёта имели действующие сертификаты лётной годности и обслуживались в соответствии с установленными правилами. Нет никакой возможности определить, были ли на борту Vickers Viscount какие-либо проблемы до столкновения.
- Экипажи обоих самолётов имели необходимые сертификаты.
- Манера выполнения полёта экипажем Viscount свидетельствует, что полёт проходил не в приборных погодных условиях.
- Пилот «Висконта» ошибся, когда оценил время полёта между маяками Гёльбаши и Анкара в пару минут.
- Экипаж пассажирского самолёта осуществлял радиосвязь с отклонениями от общепринятых международных правил радиообмена.
- Военный C-47 возвращался на аэродром Этимесгут по правилам визуальных полётов, после отрабатывания полёта по приборам.
- Учебные полёты, когда стажёр под наблюдением инструктора выполняет слепой полёт по приборам, должны выполняться на высотах менее 7000 футов (2100 м) и должны занимать 1 час 30 минут, но инструктор имеет право продлевать это время по своему усмотрению.
- Удар по «Дугласу» пришёлся в заднюю часть левого борта под углом 40° и под возвышением около 5—10°. У «Висконта» при этом шасси были выпущены и зафиксированы, а закрылки установлены на угол 32°. Само столкновение произошло над городом Анкара на высоте 7000 футов.

По мнению турецкой комиссии, борт OD-ADE должен был по плану выполнять полёт по приборам, но из-за хороших погодных условий фактически выполнял визуальный полёт. Его пилоты не видели летящий чуть ниже их C-47, а когда заметили, то попытались уклониться от столкновения, поднявшись над ним, однако не успели. Более быстрый «Виккерс» нагнал относительно медленного «Дугласа», а затем, поднимаясь под углом 5—10°, ударил его сзади слева под углом 40°. Правая нижняя часть носа авиалайнера врезалась в заднюю часть и хвостовое оперение военного самолёта, после чего горизонтальный стабилизатор последнего был отрублен воздушным правым внутренним (№ 3) воздушным винтом пассажирского борта.
Ливанская сторона высказала ряд замечаний по турецкому отчёту:
1. На слушания по расследованию происшествия был приглашён ряд экспертов и специалистов, которые затем высказали некоторые замечания. Однако их доводы не были учтены при расследовании.
2. Турецкие следователи проигнорировали тот факт, что военные вообще-то выполняют свои учебные полёты в зонах подхода и ожидания, выделенной для гражданской авиации, при этом нет никакого взаимодействия между гражданскими и военными авиадиспетчерами.
3. Указанные в отчёте погодные данные не стыкуются с метеосводками, а потому требовалось уточнение информации по этому вопросу.
4. В отчёте дано очень мало информации о полёте военного самолёта, в том числе не приведено никаких доказательств, что он действительно выполнял визуальный полёт, а также нет информации об указаниях, переданных военному экипажу.
5. Выводы не согласуются с международными законами, установленными конвенцией о международной гражданской авиации, в том числе в докладе для определения обязанностей экипажей и рассмотрении ошибок указаны законы, которые на самом деле соответствуют самолётам, следующим по установленному планом маршруту на заданном эшелоне, а не для самолётов, следующих по схеме подхода.
6. Турецкие следователи не принимали во внимание все важные элементы, которые требуются для определения подробных обстоятельств и причин аварии в объективном и полном порядке.

### Комментарии
1. ↑  Здесь и далее указано Восточноевропейское время (EET).